# Марушевець-Старий
Марушевець-Старий (пол. Maruszewiec Stary) — село в Польщі, у гміні Борки Радинського повіту Люблінського воєводства.
Населення — 151 особа (2011).

## Демографія
Демографічна структура станом на 31 березня 2011 року:
|          | Загалом | Допрацездатний вік | Працездатний вік | Постпрацездатний вік |
| -------- | ------- | ------------------ | ---------------- | -------------------- |
| Чоловіки | 73      | 19                 | 46               | 8                    |
| Жінки    | 78      | 12                 | 43               | 23                   |
| Разом    | 151     | 31                 | 89               | 31                   |